# Família Cavalcanti

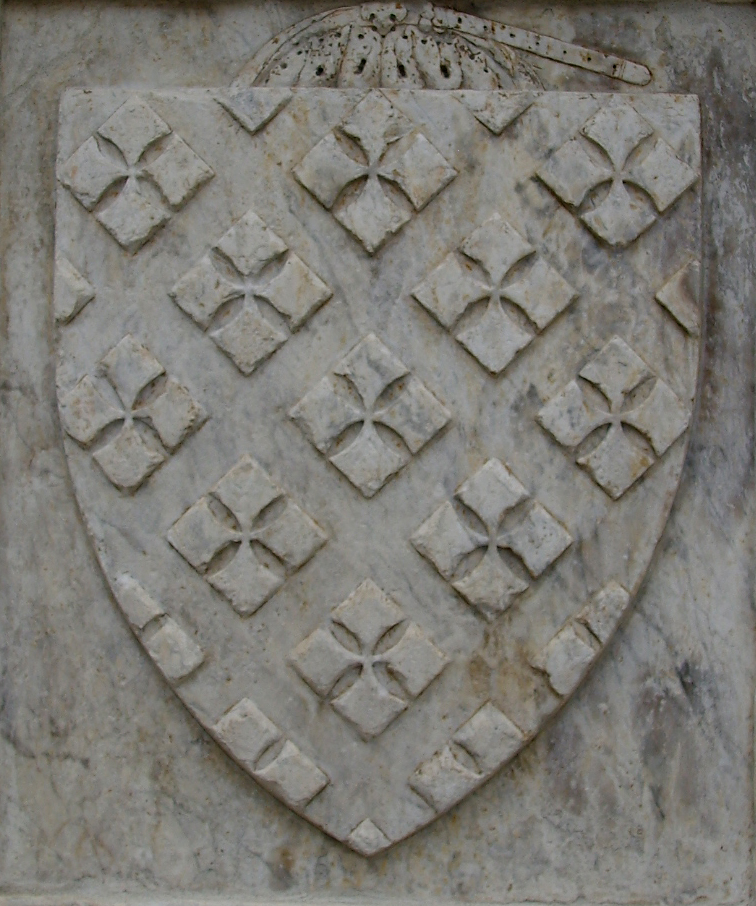
Armas dos Cavalcanti de Florença, armas em vermelho e prata

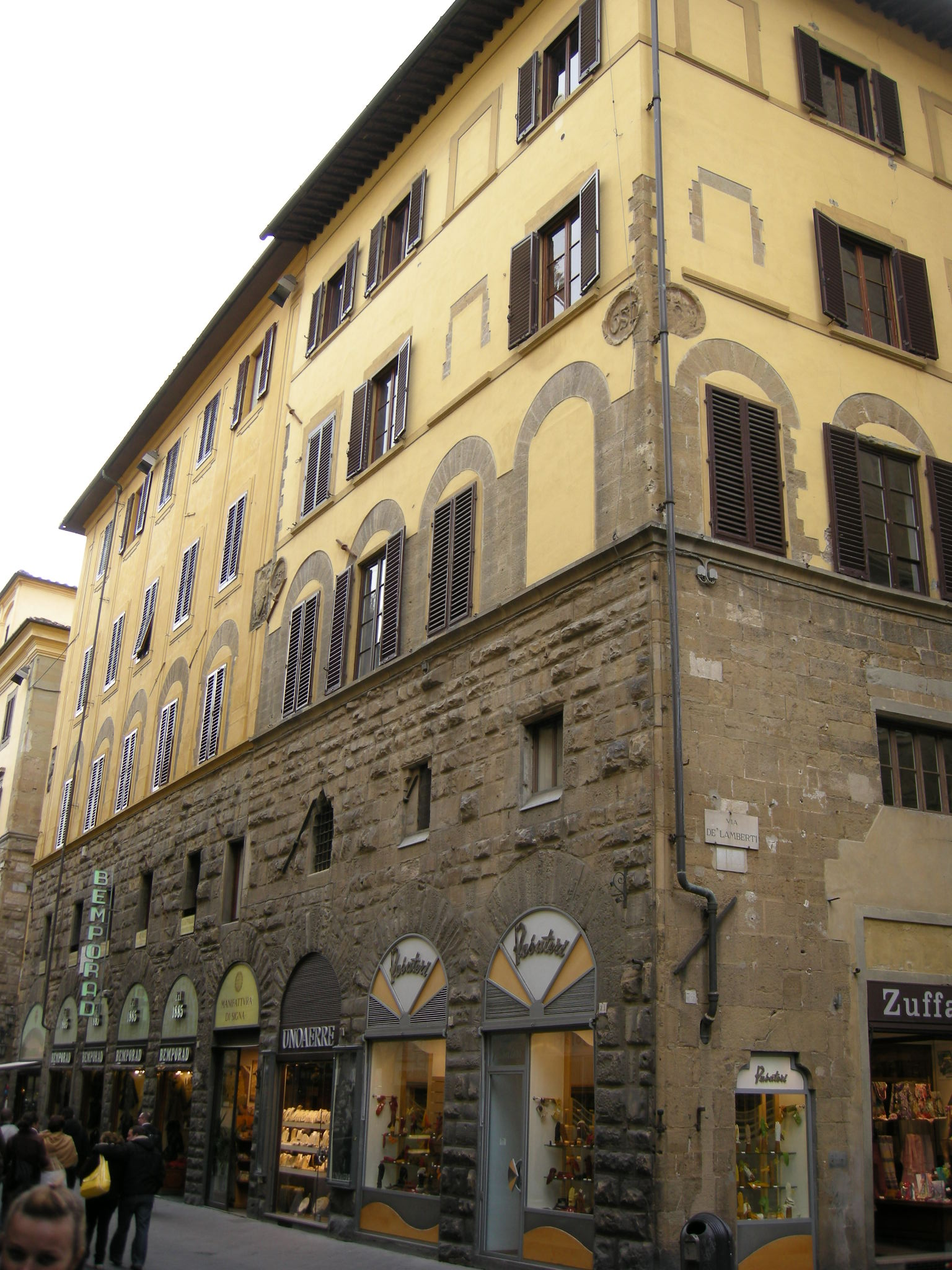
Palácio dos Cavalcanti, situado em esquina da Via dei Calzaiuoli, rua mais central e elegante de Florença

Cavalcanti é um apelido de família de remota origem italiana com origens na idade mesomedieval no Sacro Império. A grafia Cavalcante, também comum, é uma tentativa de aportuguesamento.
A origem italiana desta família encontra-se em Florença, de onde em meados do século XVI um de seus membros, Filippo Cavalcanti, transferiu-se para Portugal e depois para a Capitania de Pernambuco no Brasil.

## História
Filippo Cavalcanti era filho de Giovanni Cavalcanti, um mercador e banqueiro florentino que possuía uma Casa de Moeda em Londres, tendo como um de seus clientes o rei Henrique VIII de Inglaterra, com quem trocava correspondências e tinha boa afinidade. Os Cavalcanti gozavam, em Florença, de boas relações, bem como de bons contatos em grandes cortes europeias.

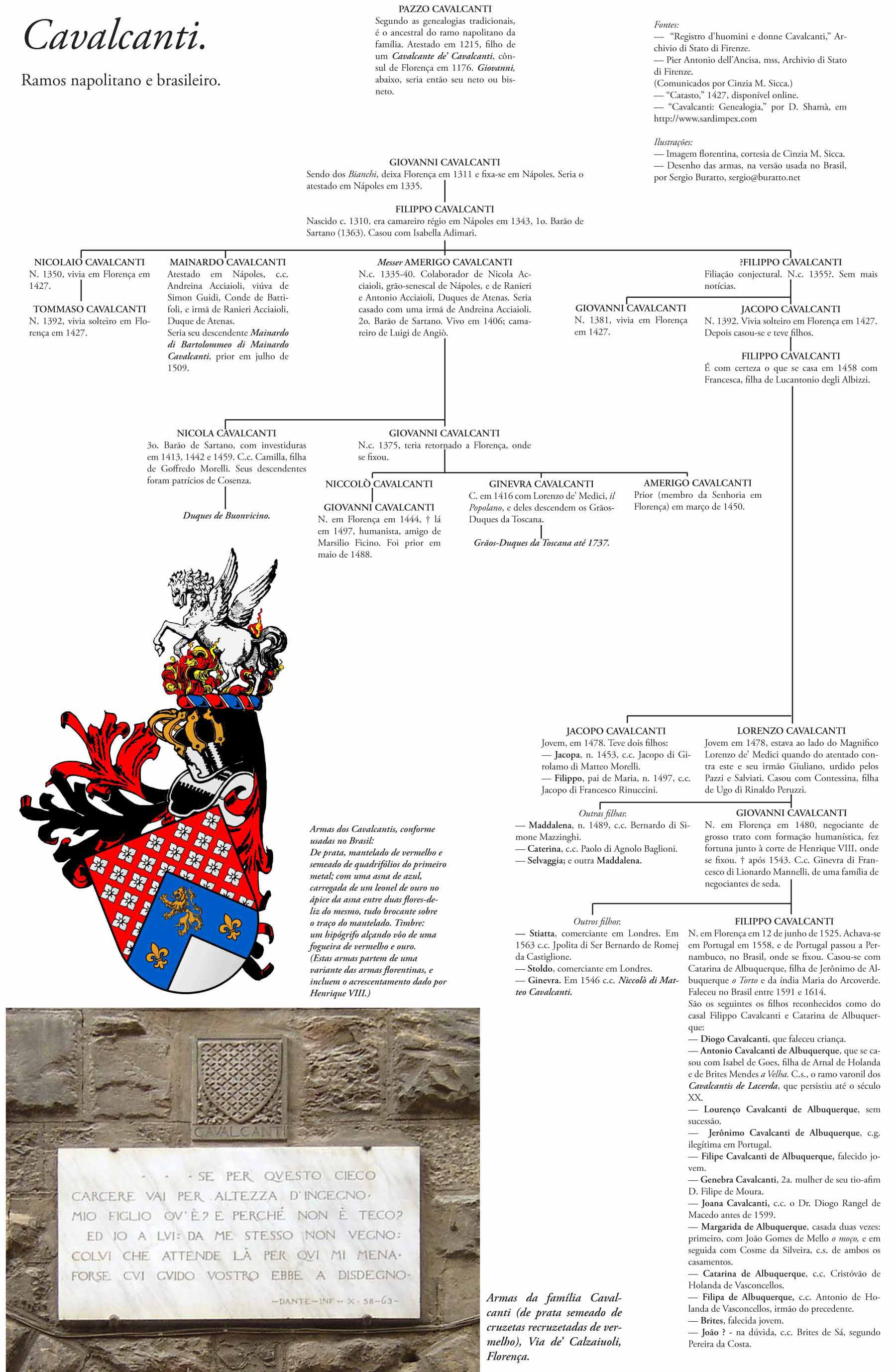
Genealogia de Filippo Cavalcanti.

Muitos se questionam quanto à razão que teria levado Filippo Cavalcanti, filho de um grande negociante florentino, a abandonar a Toscana para abrigar-se no Brasil. Há teorias que afirmam que o momento político em Florença não era dos melhores para a família Cavalcanti, dada a tentativa de homicídio de mais um dos Medici, o grão-duque Cosimo I, pela família Pazzi, com participação de um dos familiares de Filippo, Bartolomeu Cavalcanti. Assim, considerando esta situação, para evitar perseguições e também considerando o crescimento do Novo Mundo com o negócio do açúcar, Filippo resolveu migrar para a colônia portuguesa em alta, o Brasil, mais especificamente a sua então província mais rica: Pernambuco.
Já na América, casou-se com Dona Catarina de Albuquerque, neta de Lopo de Albuquerque e filha de Jerónimo de Albuquerque com a nativa americana do tronco tupi batizada em português como Maria do Espírito Santo Arcoverde.
O casal teve onze filhos, que geraram numerosa descendência hoje espalhada por todo o Brasil, especialmente no Nordeste. O sobrenome também foi adotado por agregados, cativos e afilhados, conforme costume da época, sem haver parentesco de sangue. Assim, nem todos os Cavalcanti do Brasil descendem de Filippo Cavalcanti.
Entre os Cavalcanti do Brasil estão o cantor e compositor Chico Buarque (descendente dos Holanda Cavalcanti), o escritor Ariano Suassuna (Suassuna foi o nome de um engenho dos Cavalcanti), o político João Pessoa Cavalcanti de Albuquerque, o jurista Evandro Lins e Silva, o médico Bezerra de Menezes, o sacerdote Cardeal Arcoverde, o pintor Di Cavalcanti, o político Antônio Francisco de Paula de Holanda Cavalcanti de Albuquerque, dentre muitos outros. Diz-se que, se Dom Pedro II resolvesse formar uma dinastia brasileira, nenhum outro clã teria tanta estirpe para apresentar uma esposa quanto os Cavalcanti de Albuquerque de Pernambuco.